# Мендес да Роша, Паулу
Паулу Мендес да Роша (порт.-браз. Paulo Mendes da Rocha; 25 октября 1928[…], Витория — 23 мая 2021, Сан-Паулу) — бразильский архитектор.

## Биография
С ранних лет жил в Сан-Паулу, где окончил университет. Получив образование, Мендес привлёк внимание критики зданием спортивного клуба Paulistano. Он отказался от историзма в пользу современных форм и технологий, пытаясь одновременно сочетать мощные объёмы бруталистов и выразительную лёгкость Нимейера, влияние которого зодчий испытывал на протяжении всей жизни.
В 1969—1970 годах Мендес выходит на международную арену: ему поручают проектирование бразильского павильона на выставке в японской Осаке. Тем не менее, прочной всемирной известности он тогда не завоевал. К тому времени хунта лишила его права преподавать, но Бразилию он не покинул.

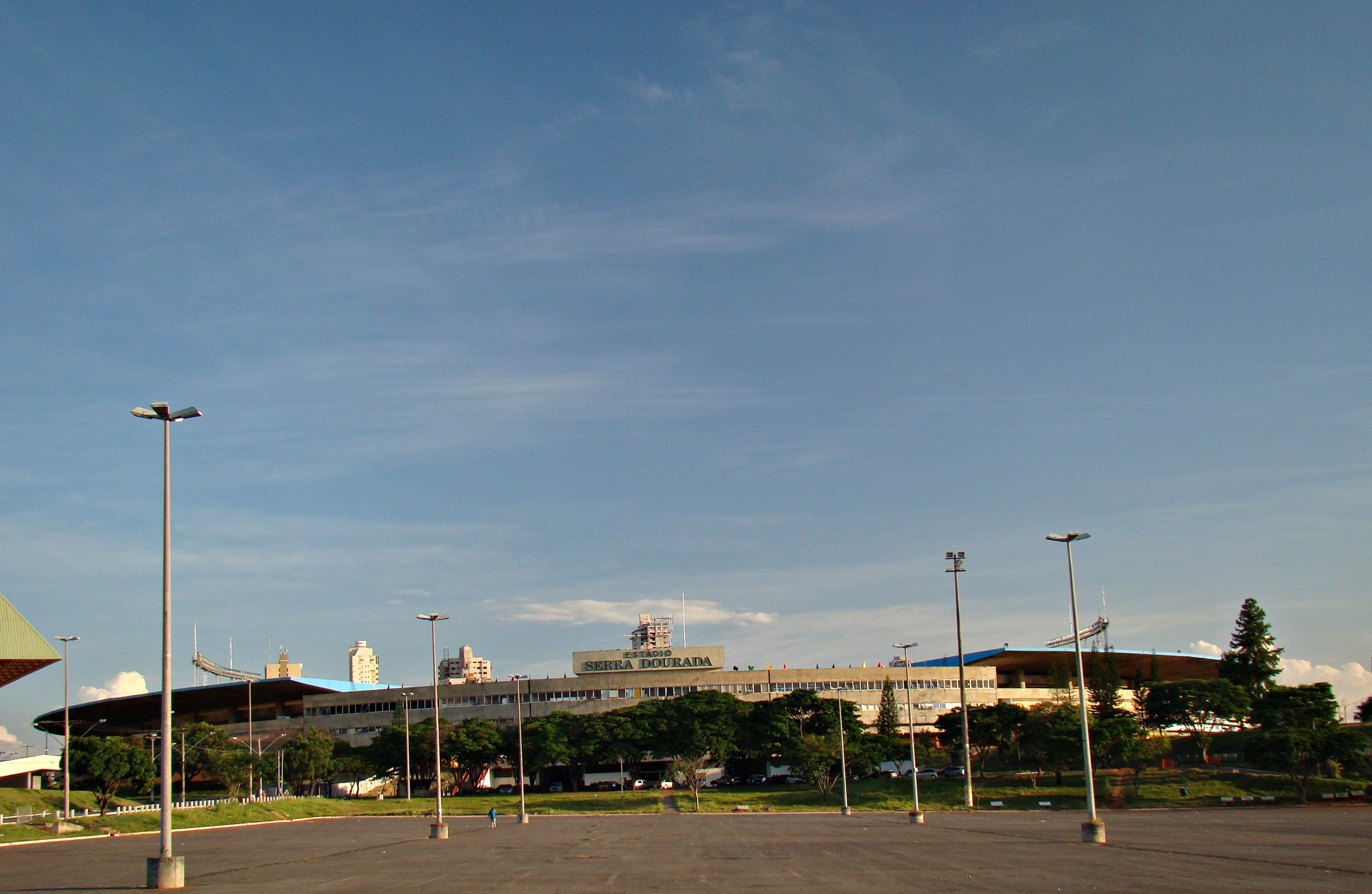
Стадион «Серра Доурада»

В 1973 году архитектор проектирует стадион Серра Доурада, открытый в 1975 году. В этот период он, по выражению В. Бабурова, «„дрейфует“ от скульптурной экспрессии Нимейера в направлении более сдержанного геометризма». Дальнейшие работы Мендеса в основном связаны с использованием необычных сочетаний стекла и бетона, эта техника проявляется в зданиях Бразильского музея скульптуры (1986—1988), капеллы св. Петра и магазина FORMA (1987). Однако главной его работой Григорий Ревзин считает реконструкцию Государственной пинакотеки в Сан-Паулу, ставшую манифестом борьбы с «красивостью» в пользу минимализма внешнего убранства и функциональности.
На рубеже веков к Мендесу да Роше приходит слава. Он получает заказы во Франции и Испании, а также премии Миса ван дер Роэ и Притцкера.